# 2 Dywizja UNA
2 Dywizja UNA (ukr. Друга Дивізія УНА) – jednostka wojskowa Ukraińskiej Armii Narodowej pod koniec II wojny światowej.
Na początku marca 1945 r. głównodowodzący Ukraińskiej Armii Narodowej (UNA), gen. Pawło Szandruk, wydał rozkaz o przekształceniu Brygady Przeciwpancernej "Wolna Ukraina" w 2 Dywizję UNA. Na jej czele stanął dotychczasowy dowódca Brygady mianowany generałem Petro Diaczenko. Funkcję szefa sztabu objął mjr Wołodymyr Hładych. Dywizja miała dwie brygady piechoty: 1 Brygadę na bazie Brygady Przeciwpancernej "Wolna Ukraina" i 2 Brygadę na bazie Brygady Policyjnej mjr. Wołodymyra Pitułeja. Do Dywizji dołączono też Brygadę Spadochronową "Gruppe B" pod dowództwem Tarasa Bulby-Borowcia, 281 Ukraiński Oddział Konny, 651 Wschodni Batalion Zaopatrzenia, kureń Ukraińskiego Wolnego Kozactwa płk. Pawło Tereszczenki, trzy kurenie żandarmerii polowej i dwa pułki służby ochronnej z okupowanej Belgii i Holandii oraz oddział artylerii przeciwlotniczej. Liczebność jednostki osiągnęła ok. 7 tys. żołnierzy. 28 marca przysięgę na wierność Ukrainy złożyli żołnierze 1 Brygady, zaś 2 kwietnia 2 Brygady. Na pocz. kwietnia 1 Brygadę skierowano pod Budziszyn, gdzie prowadziła ciężkie walki z oddziałami 2 Armii Wojska Polskiego i Armii Czerwonej, zaś 2 Brygadę pod Brandenburg, którego broniła od 23 kwietnia do 8 maja. W pierwszych dnia maja żołnierze obu brygad przedostali się na tereny zajmowane przez wojska alianckie, gdzie poddali się. Kilkudziesięciu Ukraińców ukryło się w lasach Podgórza Sudeckiego, a następnie przedostali się na Dolny Śląsk, nawiązując kontakt z siatką frakcji "banderowskiej" Organizacji Ukraińskich Nacjonalistów pod komendą Romana Kozy ps. "Bohun".